# Rennrodel-Europameisterschaften 2015
Die 46. Rennrodel-Europameisterschaften wurden am 28. Februar und 1. März 2015 im Rahmen des 9. Weltcuprennens der Saison 2014/2015 auf der Rennrodelbahn in Sotschi, Russland ausgetragen. Austragungsort war das für die Olympischen Winterspiele 2014 erbaute Sliding Center Sanki in Krasnaja Poljana.

## Einsitzer Frauen
| Platz | Sportler             | Laufzeiten      | Zeit     |
| ----- | -------------------- | --------------- | -------- |
| 01    | Dajana Eitberger     | 50,393 / 50,117 | 1:40,510 |
| 02    | Natalie Geisenberger | 50,468 / 50,052 | 1:+0,010 |
| 03    | Tatjana Iwanowa      | 50,348 / 50,253 | 1:+0,091 |
| 04    | Jekaterina Baturina  | 50,511 / 50,270 | 1:+0,271 |
| 05    | Tatjana Hüfner       | 50,558 / 50,397 | 1:+0,445 |
| 06    | Jekaterina Katnikowa | 50,629 / 60,367 | 1:+0,486 |
| 07    | Anke Wischnewski     | 50,764 / 50,558 | 1:+0,812 |
| 08    | Viktoria Demtschenko | 50,807 / 50,578 | 1:+0,875 |
| 09    | Elīza Tīruma         | 50,946 / 50,482 | 1:+0,918 |
| 10    | Martina Kocher       | 50,848 / 50,658 | 1:+0,996 |

Datum: 28. Februar

16 Starterinnen. Nach der Bronzemedaille 2014 gewann Dajana Eitberger ihre erste Goldmedaille.

## Einsitzer Männer
| Platz | Sportler             | Laufzeiten      | Zeit     |
| ----- | -------------------- | --------------- | -------- |
| 01    | Semjon Pawlitschenko | 51,980 / 52,040 | 1:44,020 |
| 02    | Alexander Peretjagin | 51,189 / 52,063 | 1:+0,232 |
| 03    | Felix Loch           | 52,338 / 52,001 | 1:+0,319 |
| 04    | Andi Langenhan       | 52,398 / 51,981 | 1:+0,359 |
| 05    | Inārs Kivlenieks     | 52,263 / 52,154 | 1:+0,397 |
| 06    | Stepan Fjodorow      | 52,338 / 52,100 | 1:+0,418 |
| 07    | Dominik Fischnaller  | 52,370 / 52,088 | 1:+0,438 |
| 08    | Maxim Arawin         | 52,212 / 52,287 | 1:+0,479 |
| 09    | Ralf Palik           | 52,382 / 52,196 | 1:+0,558 |
| 10    | Wolfgang Kindl       | 52,517 / 52,133 | 1:+0,630 |

Datum: 1. März

21 Starter. Nach seinem ersten Weltmeistertitel gewann Semjon Pawlitschenko in dieser Saison auch sein erstes Weltcuprennen und wurde damit Europameister.

## Doppelsitzer Männer
| Platz | Sportler                               | Laufzeiten      | Zeit     |
| ----- | -------------------------------------- | --------------- | -------- |
| 01    | Tobias Wendl Tobias Arlt               | 49,676 / 49,883 | 1:39,559 |
| 02    | Peter Penz Georg Fischler              | 49,907 / 49,947 | 1:+0,295 |
| 03    | Andris Šics Juris Šics                 | 49,832 / 50,305 | 1:+0,578 |
| 04    | Christian Oberstolz Patrick Gruber     | 50,044 / 50,099 | 1:+0,584 |
| 05    | Alexander Denissjew Wladislaw Antonow  | 50,057 / 50,159 | 1:+0,657 |
| 06    | Wladislaw Juschakow Wladimir Prochorow | 59,987 / 50,314 | 1:+0,742 |
| 07    | Toni Eggert Sascha Benecken            | 50,085 / 50,300 | 1:+0,826 |
| 08    | Andrei Bogdanow Andrei Medwedew        | 49,892 / 50,525 | 1:+0,858 |
| 09    | Lukáš Brož Antonín Brož                | 50,429 / 50,584 | 1:+1,454 |
| 10    | Tim Brendel Markus Schmid              | 50,454 / 50,672 | 1:+1,567 |

Datum: 28. Februar

16 Doppel am Start. Für Wendl/Arlt war dies nach einigen Vizemeisterschaften der erste Europameistertitel im Doppelsitzer.

## Staffel
| Platz | Sportler                                                                           | Laufzeiten               | Zeit     |
| ----- | ---------------------------------------------------------------------------------- | ------------------------ | -------- |
| 01    | DeutschlandDajana Eitberger Felix Loch Tobias Wendl Tobias Arlt                    | 53,890 / 55,812 / 55,766 | 2:45,468 |
| 02    | RusslandTatjana Iwanowa Semjon Pawlitschenko Alexander Denissjew Wladislaw Antonow | 53,719 / 56,130 / 55,679 | 1:+0,060 |
| 03    | LettlandElīza Tīruma Inārs Kivlenieks Andris Šics Juris Šics                       | 54,067 / 55,782 / 55,926 | 1:+0,307 |
| 04    | ÖsterreichBirgit Platzer Wolfgang Kindl Peter Penz Georg Fischler                  | 56,008 / 55,989 / 55,971 | 1:+2,500 |
| 05    | UkraineOlena Stezkiw Andrij Mandsij Oleksandr Obolontschyk Roman Sacharkiw         | 55,837 / 57,000 / 57,916 | 1:+5,285 |
| -     | PolenEwa Kuls Maciej Kurowski Patryk Poręba Karol Mikrut                           |                          | 1:DNF    |

Datum: 1. März

## Medaillenspiegel
| Platz | Land        | Gold | Silber | Bronze | Gesamt |
| ----- | ----------- | ---- | ------ | ------ | ------ |
| 1     | Deutschland | 3    | 1      | 1      | 5      |
| 2     | Russland    | 1    | 2      | 1      | 4      |
| 3     | Österreich  | 0    | 1      | 0      | 1      |
| 4     | Lettland    | 0    | 0      | 2      | 2      |